# Nardostachys wielkokwiatowy
Nardostachys wielkokwiatowy (Nardostachys grandiflora) – gatunek roślin z rodziny przewiertniowatych z monotypowego rodzaju nardostachys Nardostachys A.P. de Candolle, 1830. Występuje w Himalajach na obszarze Nepalu, Sikkimu, Indii i południowo-zachodnich Chin. Rośnie na terenach skalistych i górskich łąkach na wysokościach od 2200 do 4800 m n.p.m. Kłącze zawiera wonny olejek eteryczny, który w postaci maści ceniony był już przez starożytnych Rzymian. Roślina wykorzystywana była i jest w przemyśle perfumeryjnym i ziołolecznictwie. Z powodu nadmiernej eksploatacji, gatunek uznawany jest za krytycznie zagrożony w skali globalnej.

## Morfologia
PokrójBylina o krótkim, ale tęgim i rozgałęzionym kłączu okrytym włóknistymi pozostałościami obumarłych liści. Pęd kwiatonośny wyrasta spod rozety liści wieńczącej kłącze. Osiąga do 50 cm wysokości.
LiścieSkupione w przyziemną rozetę, łopatkowate do równowąsko-lancetowatych, całobrzegie, na szczycie tępe, u nasady blaszka zbiegająca w ogonek. Na pędzie kwiatostanowym wyrastają dwie–trzy pary naprzeciwległych liści o blaszkach lancetowatych, większych u dołu, mniejszych w górze pędu.
KwiatyZebrane w szczytowe koszyczki o średnicy 1,5–2 cm, wsparte dwiema lub trzema parami listków okrywy. Każdy kwiat wsparty przysadką i z dwoma podkwiatkami. Kielich z 5 ząbkami, trwały i powiększający się podczas owocowania. Korona koloru różowego do fioletowoczerwonego, dzwonkowata u dołu zrośnięta i nieco wygięta, na szczycie z 5 łatkami. Pręciki cztery.
OwoceNiełupki długości 3–4 mm, nagie lub nieco omszone, zwieńczone ząbkami trwałego kielicha.

## Zastosowanie
- Z łodygi i korzeni uzyskiwano niegdyś olejek nardowy, nazywany także nardem lub spikanardem, używany jako perfumy, składnik kadzidła lub lekarstwo. O nardzie wspomina Biblia[8].
- Jako lekarstwo nard w Indiach stosowany był przy kołataniu serca, bólach głowy, drżeniu i drgawkach. Przeprowadzone w Niemczech testy naukowe wykazały, że ma podobne działanie, jak waleriana, ale wykazuje mniejszą toksyczność. W Chinach jest nadal stosowany w medycynie naturalnej do zwalczania bólu w klatce piersiowej i brzuchu[9].
- W czasach biblijnych olejku nardowego używano do namaszczania głowy znakomitych gości. Używany był także do namaszczania zmarłych (porównaj: J 12,7)[8].

## Obecność w kulturze
- W Biblii nard wymieniony jest kilkakrotnie: w Pieśni nad pieśniami (1,12) oraz w Ewangeliach. W Ewangelii Jana (12,3-5) jest werset: „Maria zaś wzięła funt szlachetnego i drogocennego olejku nardowego i namaściła Jezusowi nogi, a włosami je otarła. A dom napełnił się wonią olejku.” Olejek nardowy był bardzo drogi. Z Ewangelii Mateusza (20,2) wynika, że w czasach Jezusa funt olejku nardowego kosztował tyle, co wynagrodzenie za rok pracy robotnika rolnego. Użycie tak drogiego olejku wywołało oburzenie Judasza i faryzeuszów[8].
- Kwiat nardostachysa, z którym w tradycji ikonograficznej krajów hiszpańskojęzycznych przedstawia się św. Józefa, jest jednym z elementów współtworzących herb papieża Franciszka[10].

## Systematyka
Rodzaj Nardostachys należy do szeroko ujmowanej rodziny przewiertniowatych Caprifoliaceae, a w jej obrębie do podrodziny kozłkowych Valerianoideae. W niektórych ujęciach podrodzina ta podnoszona jest do rangi rodziny – kozłkowatych Valerianaceae. Bywa też włączony do rodzaju patrynia Patrinia.